# 乔安娜·格里斯威斯基
乔安娜·格里斯威斯基（德語：Johanna Goliszewski，1986年5月9日—），德国女子羽毛球運動員。

## 簡歷

### 2008年- 2011 斯洛文尼羽球赛夺冠
2008年9月，乔安娜·格里斯威斯基与Gitte Köhler出戰碧特博格羽毛球大獎賽，在女双準决赛以0比2（6-21、16-21）不敌丹麦强档的Helle Nielsen/马丽恩·罗布克。
2011年1月，乔安娜·格里斯威斯基分别与卡拉·尼尔特以及彼得·卡斯巴尔出戰愛沙尼亞羽毛球國際賽，在女双準决赛以1比2（15-21、22-20、14-21）不敌赛会2号种子、荷兰强档的塞莱娜·皮克/伊里斯·塔博林；而混双準决赛以1比2（21-10、19-21、16-21）不敌赛会5号种子、荷兰强档的雅高·阿伦斯/塞莱娜·皮克。同年4月，她分别与卡拉·尼尔特以及彼得·卡斯巴尔出戰葡萄牙羽毛球國際賽，在女双準决赛以0比2（23-25、10-21）不敌英格兰强档的海伦·戴维斯/艾莉莎·林姆；而混双準决赛以1比2（21-19、19-21、15-21）不敌英格兰强档的本·斯塔夫斯基/劳伦·史密斯。同年5月，她分别与卡拉·尼尔特以及彼得·卡斯巴尔出戰斯洛文尼亞羽毛球國際賽，在女双决赛以2比0（21-14、21-18）击败了芬兰强档的艾里·米凯拉/珍妮·奈斯特倫，赢得成年组赛事冠军，亦是她首个國際系列賽女双冠军；而混双準决赛以0比2（21-23、19-21）不敌赛会2号种子、克罗地亚强档的兹沃尼米尔·杜尔金雅克/斯塔萨·博萨诺维奇。同年10月，她与彼得·卡斯巴尔出戰荷蘭羽毛球大獎賽，在混双準决赛以0比2（12-21、19-21）不敌赛会2号种子、泰国强档的颂蓬·阿努里达亚翁/恭差拉·沃拉威七猜恭。

### 2012年 法國羽球赛夺冠
2012年3月，乔安娜·格里斯威斯基与卡拉·尼尔特出戰克羅地亞羽毛球國際賽，在女双决赛以0比2（18-21、19-21）不敌荷兰强档的萨曼塔·巴宁/埃菲耶·穆斯肯斯，赢得亚军。同年4月，她分别与国外选手、荷兰的茱蒂·梅伦迪克以及彼得·卡斯巴尔出戰法國羽毛球國際賽，在女双决赛以2比0（21-13、21-12）击败了丹麦强档的路易丝·汉森/蒂内·克鲁斯，赢得跨国国际赛女双冠军；而混双决赛以2比0（21-12、21-11）击败了马来西亚强档的方威捷/鄒美君，赢得成年组赛事冠军，亦是她首个國際系列賽混双冠军。同年9月，她与国外选手、荷兰的茱蒂·梅伦迪克出戰比利時羽毛球國際賽，在女双决赛以0比2（11-21、13-21）不敌赛会2号种子、荷兰强档的塞莱娜·皮克/伊里斯·塔博林，赢得亚军。同年10月，她与比尔吉德·迈克斯出戰保加利亞羽毛球國際賽，在女双準决赛以0比2（19-21、25-27）不敌赛会2号种子、保加利亚强档的加夫列拉·斯托伊娃/斯蒂法尼·斯托伊娃。同期10月，她与比尔吉德·迈克斯出戰碧特博格羽毛球黃金大獎賽，在女双决赛以0比2（15-21、13-21）不敌中国澳门强档的王榮/張之博，赢得亚军。

### 2013年-2014年 巴西羽球赛夺冠
2013年2月，乔安娜·格里斯威斯基代表德国参加俄羅斯莫斯科举办的歐洲羽毛球混合團體錦標賽，助球队赢得混合團體冠军。同年8月，她參加中國廣州舉行的世界羽毛球錦標賽，與比尔吉德·迈克斯出戰女子雙打項目，首圈以2-0擊敗香港組合選手晉級，但在第二圈就以1比2（15-21、21-11、13-21）不敵6號種子、日本的前田美順/末綱聰子出局。
2014年2月，乔安娜·格里斯威斯基代表德国参加瑞士巴塞爾举办的歐洲女子羽毛球團體錦標賽，助球队赢得女子團體季军。同年8月，她与卡拉·尼尔特出戰巴西羽毛球大獎賽，在女双决赛以3比1（11-5、11-7、4-11、11-10）击败了赛会头号种子、保加利亚强档的加夫列拉·斯托伊娃/斯蒂法尼·斯托伊娃，赢得成年组赛事冠军，亦是她首个大獎賽女双冠军。同年11月，她与卡拉·尼尔特出戰蘇格蘭羽毛球大獎賽，在女双準决赛以0比2（14-21、18-21）不敌英格兰强档的希瑟·奥利弗/劳伦·史密斯。

### 2015年 危地馬拉羽球赛夺冠
2015年7月，乔安娜·格里斯威斯基与卡拉·尼尔特出戰俄羅斯羽毛球大獎賽，在女双决赛以0比2（15-21、17-21）不敌赛会头号种子、保加利亚强档的加夫列拉·斯托伊娃/斯蒂法尼·斯托伊娃，赢得亚军。同年9月，她与卡拉·尼尔特出戰危地馬拉羽毛球國際賽，在女双决赛以2比0（21-18、24-22）击败了赛会2号种子、美国强档的李意恒/宝拉·琳·奥巴娜娜，赢得成年组赛事冠军，亦是她首个國際挑戰賽女双冠军。同期9月，她与卡拉·尼尔特出戰比利時羽毛球國際賽，在女双準决赛以0比2（17-21、15-21）不敌丹麦强档的麦尔肯·弗勒尔戈德/萨拉·蒂格森。同年10月，她与卡拉·尼尔特出戰荷蘭羽毛球大獎賽，在女双準决赛以0比2（16-21、9-21）不敌赛会头号种子、荷兰强档的埃菲耶·穆斯肯斯/塞莱娜·皮克。同年11月，她与卡拉·尼尔特出戰巴西羽毛球大獎賽，在女双準决赛以0比2（15-21、16-21）不敌中国的陈清晨/贾一凡。同年12月，她与卡拉·尼尔特出戰美國羽毛球國際賽，在女双準决赛以1比2（12-21、21-12、11-21）不敌英格兰强档的希瑟·奥利弗/劳伦·史密斯。同期12月，她与卡拉·尼尔特出戰土耳其梅爾辛羽毛球國際賽，在女双準决赛以1比2（18-21、22-20、13-21）不敌赛会3号种子、土耳其强档的奥兹格·巴伊拉克/内斯里汉·伊吉特。

### 2016年 秘魯羽球赛夺冠
2016年2月，乔安娜·格里斯威斯基代表德国参加俄羅斯喀山举办的歐洲女子羽毛球團體錦標賽，助球队赢得女子團體季军。同期2月，她与卡拉·尼尔特出戰奧地利羽毛球公開賽，在女双準决赛以0比2（20-22、17-21）不敌俄罗斯强档的叶卡捷琳娜·博洛托娃/叶夫根尼娅·科泽茨卡亚。同年4月，她与卡拉·尼尔特出戰秘魯羽毛球國際賽，在女双决赛以2比1（21-18、19-21、21-19）击败了赛会2号种子、英格兰强档的希瑟·奥利弗/劳伦·史密斯，赢得国际赛女双冠军。

### 2017年 哈爾科夫羽球赛夺冠
2017年2月，乔安娜·格里斯威斯基代表德国参加波蘭盧賓举办的歐洲羽毛球混合團體錦標賽，助球队赢得混合團體季军。同年7月，她与拉腊·克普莱因出戰白夜羽毛球賽，在女双準决赛以0比2（13-21、14-21）不敌赛会4号种子、法国强档的德爾菲娜·德爾呂/莉亞·巴萊爾莫。同年9月，她与拉腊·克普莱因出戰哈爾科夫羽毛球國際賽，在女双决赛以2比0（21-15、21-14）击败了乌克兰强档的玛丽亚·乌利蒂娜/纳塔利娅·沃伊切赫，赢得国际赛女双冠军。同期9月，她与拉腊·克普莱因出戰捷克羽毛球公開賽，在女双準决赛以0比2（9-21、14-21）不敌日本强档的本田惠利奈/清水望。

### 2018年
2018年2月，乔安娜·格里斯威斯基代表德国参加俄羅斯喀山举办的歐洲羽毛球女子團體錦標賽，助球队赢得女子團體亚军。同年7月，她与拉腊·克普莱因出戰白夜羽毛球賽，在女双準决赛以0比2（16-21、18-21）不敌日本强档的荒木茜羽/今井莉子。

## 主要比賽成績
只列出曾進入準決賽的國際賽事成績：
| 年份   | 賽事                     | 公開賽級別 | 項目     | 拍檔               | 成績   |
| ------ | ------------------------ | ---------- | -------- | ------------------ | ------ |
| 2008年 | 碧特博格羽毛球大獎賽     | 大獎賽     | 女子雙打 | Gitte Köhler       | 準決賽 |
| 2009年 | 斯洛文尼亞羽毛球國際賽   | 國際系列賽 | 女子雙打 | Claudia Vogelgsang | 冠軍   |
| 2009年 | 西班牙羽毛球公開賽       | 國際挑戰賽 | 女子雙打 | 因肯·威内费尔德    | 準決賽 |
| 2009年 | 匈牙利羽毛球國際賽       | 國際系列賽 | 混合雙打 | 彼得·卡斯巴尔      | 亞軍   |
| 2010年 | 西班牙羽毛球公開賽       | 國際挑戰賽 | 混合雙打 | 彼得·卡斯巴尔      | 亞軍   |
| 2010年 | 匈牙利羽毛球國際賽       | 國際系列賽 | 女子雙打 | 卡拉·尼尔特        | 冠軍   |
| 2010年 | 匈牙利羽毛球國際賽       | 國際系列賽 | 混合雙打 | 彼得·卡斯巴尔      | 亞軍   |
| 2010年 | 威爾斯羽毛球國際賽       | 國際系列賽 | 女子雙打 | 卡拉·尼尔特        | 準決賽 |
| 2010年 | 威爾斯羽毛球國際賽       | 國際系列賽 | 混合雙打 | 彼得·卡斯巴尔      | 冠軍   |
| 2011年 | 愛沙尼亞羽毛球國際賽     | 國際系列賽 | 女子雙打 | 卡拉·尼尔特        | 準決賽 |
| 2011年 | 愛沙尼亞羽毛球國際賽     | 國際系列賽 | 混合雙打 | 彼得·卡斯巴尔      | 準決賽 |
| 2011年 | 葡萄牙羽毛球國際賽       | 國際系列賽 | 女子雙打 | 卡拉·尼尔特        | 準決賽 |
| 2011年 | 葡萄牙羽毛球國際賽       | 國際系列賽 | 混合雙打 | 彼得·卡斯巴尔      | 準決賽 |
| 2011年 | 斯洛文尼亞羽毛球國際賽   | 國際系列賽 | 女子雙打 | 卡拉·尼尔特        | 冠軍   |
| 2011年 | 斯洛文尼亞羽毛球國際賽   | 國際系列賽 | 混合雙打 | 彼得·卡斯巴尔      | 準決賽 |
| 2011年 | 荷蘭羽毛球大獎賽         | 大獎賽     | 混合雙打 | 彼得·卡斯巴尔      | 準決賽 |
| 2012年 | 克羅地亞羽毛球國際賽     | 國際系列賽 | 女子雙打 | 卡拉·尼尔特        | 亞軍   |
| 2012年 | 法國羽毛球國際賽         | 國際系列賽 | 女子雙打 | 茱蒂·梅伦迪克      | 冠軍   |
| 2012年 | 法國羽毛球國際賽         | 國際系列賽 | 混合雙打 | 彼得·卡斯巴尔      | 冠軍   |
| 2012年 | 比利時羽毛球國際賽       | 國際挑戰賽 | 女子雙打 | 茱蒂·梅伦迪克      | 亞軍   |
| 2012年 | 保加利亞羽毛球國際賽     | 國際挑戰賽 | 女子雙打 | 比尔吉德·迈克斯    | 準決賽 |
| 2012年 | 碧特博格羽毛球黃金大獎賽 | 黃金大獎賽 | 女子雙打 | 比尔吉德·迈克斯    | 亞軍   |
| 2013年 | 歐洲羽毛球混合團體錦標賽 | 其他       | 混合團體 | －                 | 冠軍   |
| 2014年 | 歐洲女子羽毛球團體錦標賽 | 其他       | 女子團體 | －                 | 季軍   |
| 2014年 | 巴西羽毛球大獎賽         | 大獎賽     | 女子雙打 | 卡拉·尼尔特        | 冠軍   |
| 2014年 | 蘇格蘭羽毛球大獎賽       | 大獎賽     | 女子雙打 | 卡拉·尼尔特        | 準決賽 |
| 2015年 | 俄羅斯羽毛球大獎賽       | 大獎賽     | 女子雙打 | 卡拉·尼尔特        | 亞軍   |
| 2015年 | 危地馬拉羽毛球國際賽     | 國際挑戰賽 | 女子雙打 | 卡拉·尼尔特        | 冠軍   |
| 2015年 | 比利時羽毛球國際賽       | 國際挑戰賽 | 女子雙打 | 卡拉·尼尔特        | 準決賽 |
| 2015年 | 荷蘭羽毛球大獎賽         | 大獎賽     | 女子雙打 | 卡拉·尼尔特        | 準決賽 |
| 2015年 | 巴西羽毛球大獎賽         | 大獎賽     | 女子雙打 | 卡拉·尼尔特        | 準決賽 |
| 2015年 | 美國羽毛球國際賽         | 國際挑戰賽 | 女子雙打 | 卡拉·尼尔特        | 準決賽 |
| 2015年 | 土耳其梅爾辛羽毛球國際賽 | 國際挑戰賽 | 女子雙打 | 卡拉·尼尔特        | 準決賽 |
| 2016年 | 歐洲女子羽毛球團體錦標賽 | 其他       | 女子團體 | －                 | 季軍   |
| 2016年 | 奧地利羽毛球公開賽       | 國際挑戰賽 | 女子雙打 | 卡拉·尼尔特        | 準決賽 |
| 2016年 | 秘魯羽毛球國際賽         | 國際挑戰賽 | 女子雙打 | 卡拉·尼尔特        | 冠軍   |
| 2017年 | 歐洲羽毛球混合團體錦標賽 | 其他       | 混合團體 | －                 | 季軍   |
| 2017年 | 白夜羽毛球賽             | 國際挑戰賽 | 女子雙打 | 拉腊·克普莱因      | 準決賽 |
| 2017年 | 哈爾科夫羽毛球國際賽     | 國際挑戰賽 | 女子雙打 | 拉腊·克普莱因      | 冠軍   |
| 2017年 | 捷克羽毛球公開賽         | 國際挑戰賽 | 女子雙打 | 拉腊·克普莱因      | 準決賽 |
| 2018年 | 歐洲羽毛球女子團體錦標賽 | 其他       | 女子團體 | －                 | 亞軍   |
| 2018年 | 白夜羽毛球賽             | 國際挑戰賽 | 女子雙打 | 拉腊·克普莱因      | 準決賽 |
| 2018年 | 薩洛盧羽毛球公開賽       | 超級100賽  | 混合雙打 | 彼得·卡斯巴爾      | 準決賽 |
| 2019年 | 歐洲羽毛球混合團體錦標賽 | 其他       | 混合團體 | －                 | 亞軍   |
| 2019年 | 巴西羽毛球國際挑戰賽     | 國際挑戰賽 | 女子雙打 | 拉腊·克普莱因      | 準決賽 |

| 2007-2017年 | 首要超級賽 | 超級賽 | 黃金大獎賽 | 大獎賽 | 國際挑戰賽 | 國際系列賽 | 未來系列賽 | 其他 |

| 2018-2026年 | 總決賽 | 超級1000賽 | 超級750賽 | 超級500賽 | 超級300賽 | 超級100賽 | 國際挑戰賽 | 國際系列賽 | 未來系列賽 | 其他 |

### 奧運會和世錦賽參賽紀錄
|          | 搭檔            | 2011 | 2012 | 2013 | 2014 | 2015 | 2016       | 2017 | 2018 | 2019        |
| -------- | --------------- | ---- | ---- | ---- | ---- | ---- | ---------- | ---- | ---- | ----------- |
| 女子雙打 | 卡拉·尼尔特     | 32強 | －   | －   | －   | 48強 | 小組第四名 | －   | －   | －          |
| 女子雙打 | 比尔吉德·迈克斯 | －   | －   | 32強 | 32強 | －   | －         | －   | －   | －          |
| 女子雙打 | 拉腊·克普莱因   | －   | －   | －   | －   | －   | －         | 48強 | 32強 | 48強 (退賽) |